# 16/9 (album)
16/9 è il secondo album in studio della cantante franco-algerina Nâdiya, pubblicato nel 2004.

## Tracce
1. Ouverture – 0:26
2. Parle-moi – 4:35
3. Et c'est parti... (feat. Smartzee) – 3:51
4. Quand vient la nuit (feat. Yanis) – 3:41
5. Si loin de vous – 4:18
6. Les gestes pas les mots – 3:10
7. Space (feat. S.T.A.) – 4:50
8. Nâdiya, Vers les étoiles (feat. Cool-T) – 4:43
9. Signes – 3:36
10. Hey!!! Laisse tomber! – 5:00
11. Ouvre grand ton coeur – 4:46
12. La personne à qui tu penses – 5:18